# Akvatorij uz Konavoske stijene
Akvatorij uz Konavoske stijene este o arie protejată (sit de importanță comunitară — SCI) din Croația întinsă pe o suprafață de 1.370,58 ha, integral marine.

## Localizare
Centrul sitului Akvatorij uz Konavoske stijene este situat la coordonatele 42°35′10″N 18°11′56″E / 42.586°N 18.199°E.

## Înființare
Situl Akvatorij uz Konavoske stijene a fost declarat sit de importanță comunitară în iulie 2013 pentru a proteja un număr necunoscut de specii din flora spontană și fauna sălbatică aflate în arealul zonei.

## Biodiversitate
Situată în ecoregiunea marină mediteraneană, aria protejată conține 5 habitate naturale: Straturi cu Posidonia (Posidonion oceanicae), Recifuri, Peșteri marine scufundate complet sau parțial, Golfuri mici largi și golfuri puțin adânci, Bancuri de nisip acoperite în permanență slab de apă marină.
La baza desemnării sitului se află un număr nedeclarat de specii protejate.